# G.W. Panther
Geschützwagen Panther — проект немецкой самоходной артиллерийской установки на базе среднего танка Пантера, разрабатываемый в 1943—1944 годах.

## История создания
Проект был разработан в 1943—1944 годах, заказ на изготовление был выдан в 1944 году. Проектом предполагалась установка тяжёлой гаубицы 150-мм 15 см sFH 18M на шасси «Пантеры», но при этом макет САУ был оснащён макетом 128-мм пушки 12.8 cm K-43 L/61. Для манипуляций с орудием машина оснащалась специальной подъёмно-поворотной грузовой балкой. 
От машины было решено отказаться, так как Geschützwagen Panther не имел кругового толстого бронирования, а его стоимость была слишком велика. Был изготовлен один деревянный макет, но фирма Daimler Benz работала над опытным образцом машины до капитуляции Германии.

## Geschützwagen Panther в игровой индустрии
G.W. Panther представлена в игре World of Tanks как немецкая прокачиваемая САУ 7 уровня с 150-мм гаубицей 15 cm sFH43.